# Burton Cummings
Burton Cummings (ur. 31 grudnia 1947 w Winnipeg w Manitobie) – kanadyjski muzyk rockowy, pianista i wokalista.
Karierę muzyka rozpoczął w grupie The Devrons, lecz prawdziwą sławę zyskał dopiero, gdy dołączył do bardzo popularnej w Kanadzie i znanej na świecie grupy The Guess Who. W grupie pełnił role pianisty i głównego wokalisty. Wraz z Randym Bachmanem był kompozytorem większości wielkich przebojów zespołu. Obok występów w grupie prowadził z powodzeniem karierę solową. Największym jego przebojem była piosenka „Stand Tall”, sprzedana w ponad milionowym nakładzie.

## Dyskografia
- 1976 Burton Cummings
- 1977 My Own Way to Rock
- 1978 Dream of a Child
- 1980 Woman Love
- 1981 Sweet Sweet
- 1990 Plus Signs
- 1997 Up Close and Alone

### Nagrody, pozycje na listach przebojów i rekordy
| Rok  | Album              | pozycja |
| ---- | ------------------ | ------- |
| 1977 | Burton Cummings    | 30      |
| 1977 | My Own Way To Rock | 51      |

| Rok  | Piosenka                | pozycja |
| ---- | ----------------------- | ------- |
| 1977 | I'm Scared              | 61      |
| 1977 | My Own Way To Rock      | 74      |
| 1977 | Stand Tall              | 10      |
| 1978 | Break It To Them Gently | 85      |
| 1981 | You Saved My Soul       | 37      |